# Apixaban
Apixaban is een nieuw oraal antistollingsmiddel (NOAC) dat ingrijpt in de bloedstolling door het remmen van factor Xa. Het wordt in de handel gebracht onder de merknaam: Eliquis®. De werking van apixaban kan direct gecoupeerd worden door andexanet alfa.

## Indicatie
Preventie van veneuze trombo-embolische voorvallen bij volwassenen na een electieve heup- of knievervangende operatie. De dosering is 2x daags 2,5 mg. De behandelingsduur is 5 weken bij een heupoperatie en twee weken bij een knieoperatie.
Inmiddels is het middel sinds 23 mei 2013 ook Europees geregistreerd voor preventie van beroerte en systemische embolie bij volwassen patiënten met niet-valvulair atriumfibrilleren. De dosering is bij die indicaties 2x per dag 5 mg.

## Kinetische gegevens
De biologische beschikbaarheid is 50%. Na inname wordt de maximale bloedspiegel na circa 3,5 uur bereikt. De metabolisering verloopt via CYP3A4/5 tot inactieve omzettingsproducten. De halveringstijd is circa 12 uur. Het gebruik wordt niet aanbevolen bij een creatinineklaring lager dan 15 ml/min.

## Interacties
Apixaban is een substraat voor CYP3A4/5 en P-glycoproteïne. Gelijktijdige toediening van geneesmiddelen die sterke remmers zijn van CYP3A4 en P-glycoproteïne) wordt niet aanbevolen wegens een mogelijk klinisch belangrijke stijging van de plasmaconcentratie van apixaban. Gelijktijdig gebruik van apixaban met sterke CYP3A4-inductoren en P-glycoproteïne kan leiden tot lagere plasmaconcentraties van apixaban.
Vanwege het vergrote risico van bloedingen is voorzichtigheid geboden bij het gelijktijdig behandelen van patiënten met andere anticoagulantia, NSAID's en plaatjesaggregatieremmers.

## InNederlandopgenomen in het basispakket
Voor de kortdurende indicatie wordt apixaban door de CVZ als gelijkwaardig beschouwd aan rivaroxaban en is opgenomen in het basispakket van medicijnen.
De levenslange indicatie is per maart 2013 eveneens onder voorwaarden opgenomen.
Ook van dit middel blijven de werkelijke kosten geheim.

## Bijwerkingen
Op 28 juni 2013 reageert het CBG op de berichten over maagbloedingen.

## Waarschuwing na registratie
Op 11 september 2013 riep het CBG op om de contra-indicaties van de nieuwe orale anticoagulantia (NOAC’s) goed in de gaten te blijven houden. Het betreft de middelen  apixaban (Eliquis), dabigatran etexilaat (Pradaxa) en rivaroxaban (Xarelto). Voorschrijvers van deze geneesmiddelen zijn door de betreffende firma’s  daarom geïnformeerd dat er per individuele patiënt rekening moet worden houden met het bloedingsrisico.
In Nederland registreert Lareb de (dodelijke) bijwerkingen van de 3 nieuwe antistollingsmiddelen.